# Jardin de la Place-Louise-Losserand
Le jardin de la Place-Louise-Losserand est un espace vert du 14e arrondissement de Paris, en France.

## Situation et accès
Le jardin est accessible par le 145, rue Raymond-Losserand.
Il est desservi par la ligne 13 du métro à la station Plaisance.

## Origine du nom
Il doit son nom à la résistante Louise Losserand (1904-1991).

## Historique
Le jardin, créé en 1977, est inauguré sous ce nom le 25 juin 2019 à l'occasion du 75e anniversaire de la libération de Paris.